# واباش
واباش (إنديانا) (بالإنجليزية: Wabash, Indiana)‏ هي مدينة تقع في الولايات المتحدة في مقاطعة واباش (إنديانا). يقدر عدد سكانها بـ 10,666 نسمة ومساحتها 23.65 كم2 وترتفع عن سطح البحر 217 متر.

## التركيبة السكانية
قام مكتب تعداد الولايات المتحدة بتحديد بيانات التركيبة السكانية لواباشفي تعداد الولايات المتحدة. في ما يلي، التركيبة السكانية حسب تعدادي 2000 و2010.

### تعداد عام 2000
بلغ عدد سكان واباش 11,743 نسمة بحسب تعداد عام 2000، وبلغ عدد الأسر 4,799 أسرة وعدد العائلات 3,100 عائلة مقيمة في المدينة. في حين سجلت الكثافة السكانية 1,319.0 نسمة لكل ميل مربع (509.3/كم2). وبلغ عدد الوحدات السكنية 5,136 وحدة بمتوسط كثافة قدره 576.9 نسمة لكل ميل مربع (222.7/كم2).
وتوزع التركيب العرقي للمدينة بنسبة 96.85% من البيض و 1.06% من الأمريكيين الأصليين و 0.51% من الأمريكيين ذوي الأصول الآسيوية و 0.03% من سكان جزر المحيط الهادئ و 0.37% من الأمريكيين الأفارقة و 0.77% من عرقين مختلطين أو أكثر.
بلغ عدد الأسر 4,799 أسرة كانت نسبة 29.2% منها لديها أطفال تحت سن الثامنة عشر تعيش معهم، وبلغت نسبة الأزواج القاطنين مع بعضهم البعض 49.6% من أصل المجموع الكلي للأسر، ونسبة 11.1% من الأسر كان لديها معيلات من الإناث دون وجود شريك، وكانت نسبة 35.4% من غير العائلات. تألفت نسبة 30.9% من أصل جميع الأسر من أفراد ونسبة 13.4% كانوا يعيش معهم شخص وحيد يبلغ من العمر 65 عاماً فما فوق. وبلغ متوسط حجم الأسرة المعيشية 2.95، أما متوسط حجم العائلات فبلغ 2.36.
بلغ العمر الوسطي للسكان 37 عاماً. وكانت نسبة 24.3% من القاطنين تحت سن الثامنة عشر، وكانت نسبة 9.0% بين الثامنة عشر والأربعة وعشرون عاماً، ونسبة 27.4% كانت واقعةً في الفئة العمرية ما بين الخامسة والعشرون حتى والأربعة وأربعون عاماً، ونسبة 22.9% كانت ما بين الخامسة والأربعون حتى الرابعة والستون، ونسبة 16.4% كانت ضمن فئة الخامسة والستون عاماً فما فوق. يوجد لكل 100 أنثى 91.0 ذكر، ويوجد لكل 100 أنثى في الثامنة عشر من عمرها فما فوق 87.3 ذكر.
بلغ متوسط دخل الأسرة في المدينة 12,000 دولار، أما متوسط دخل العائلة فبلغ 14000 دولار. وكان متوسط دخل الذكور 18000 دولار مقابل 12,000 دولار للإناث. وسجل دخل الفرد الخاص بالمدينة 18,210 دولار. وكانت نسبة 7.9% من العائلات ونسبة 9.3% من السكان تحت خط الفقر، وكان من هؤلاء نسبة 12.5% تحت سن الثامنة عشر ونسبة 8.8% في الخامسة والستين من العمر وما فوق.

### تعداد عام 2010
بلغ عدد سكان واباش 10,666 نسمة بحسب تعداد عام 2010، وبلغ عدد الأسر 4,465 أسرة وعدد العائلات 2,805 عائلة مقيمة في المدينة. في حين سجلت الكثافة السكانية 1,199.8 نسمة لكل ميل مربع (463.2/كم2). وبلغ عدد الوحدات السكنية 5,068 وحدة بمتوسط كثافة قدره 570.1 لكل ميل مربع (220.1/كم2).
وتوزع التركيب العرقي للمدينة بنسبة 96.3% من البيض و 1.0% من الأمريكيين الأصليين و 0.5% من الأمريكيين ذوي الأصول الآسيوية و 0.4% من الأمريكيين الأفارقة و 1.2% من عرقين مختلطين أو أكثر.
بلغ عدد الأسر 4,465 أسرة كانت نسبة 29.3% منها لديها أطفال تحت سن الثامنة عشر تعيش معهم، وبلغت نسبة الأزواج القاطنين مع بعضهم البعض 45.7% من أصل المجموع الكلي للأسر، ونسبة 12.5% من الأسر كان لديها معيلات من الإناث دون وجود شريك، بينما كانت نسبة 4.7% من الأسر لديها معيلون من الذكور دون وجود شريكة وكانت نسبة 37.2% من غير العائلات. تألفت نسبة 32.6% من أصل جميع الأسر من أفراد ونسبة 14.9% كانوا يعيش معهم شخص وحيد يبلغ من العمر 65 عاماً فما فوق. وبلغ متوسط حجم الأسرة المعيشية 2.88، أما متوسط حجم العائلات فبلغ 2.31.
بلغ العمر الوسطي للسكان 41.3 عاماً. وكانت نسبة 22.5% من القاطنين تحت سن الثامنة عشر، وكانت نسبة 7.9% بين الثامنة عشر والأربعة وعشرون عاماً، ونسبة 24.7% كانت واقعةً في الفئة العمرية ما بين الخامسة والعشرون حتى والأربعة وأربعون عاماً، ونسبة 26.4% كانت ما بين الخامسة والأربعون حتى الرابعة والستون، ونسبة 18.8% كانت ضمن فئة الخامسة والستون عاماً فما فوق. وتوزع التركيب الجنسي للسكان بنسبة 47.2% ذكور و52.8% إناث.

## معرض صور

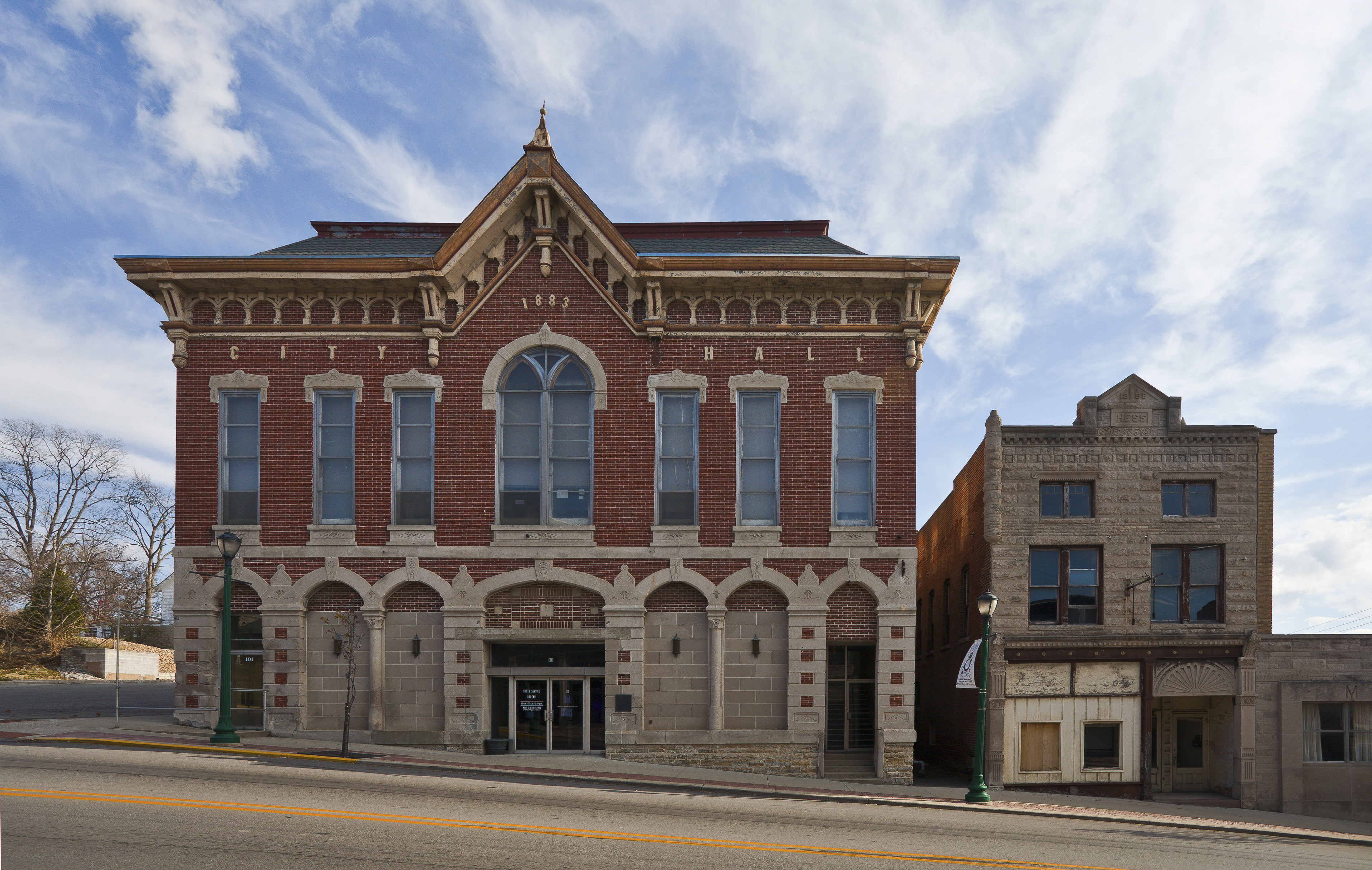
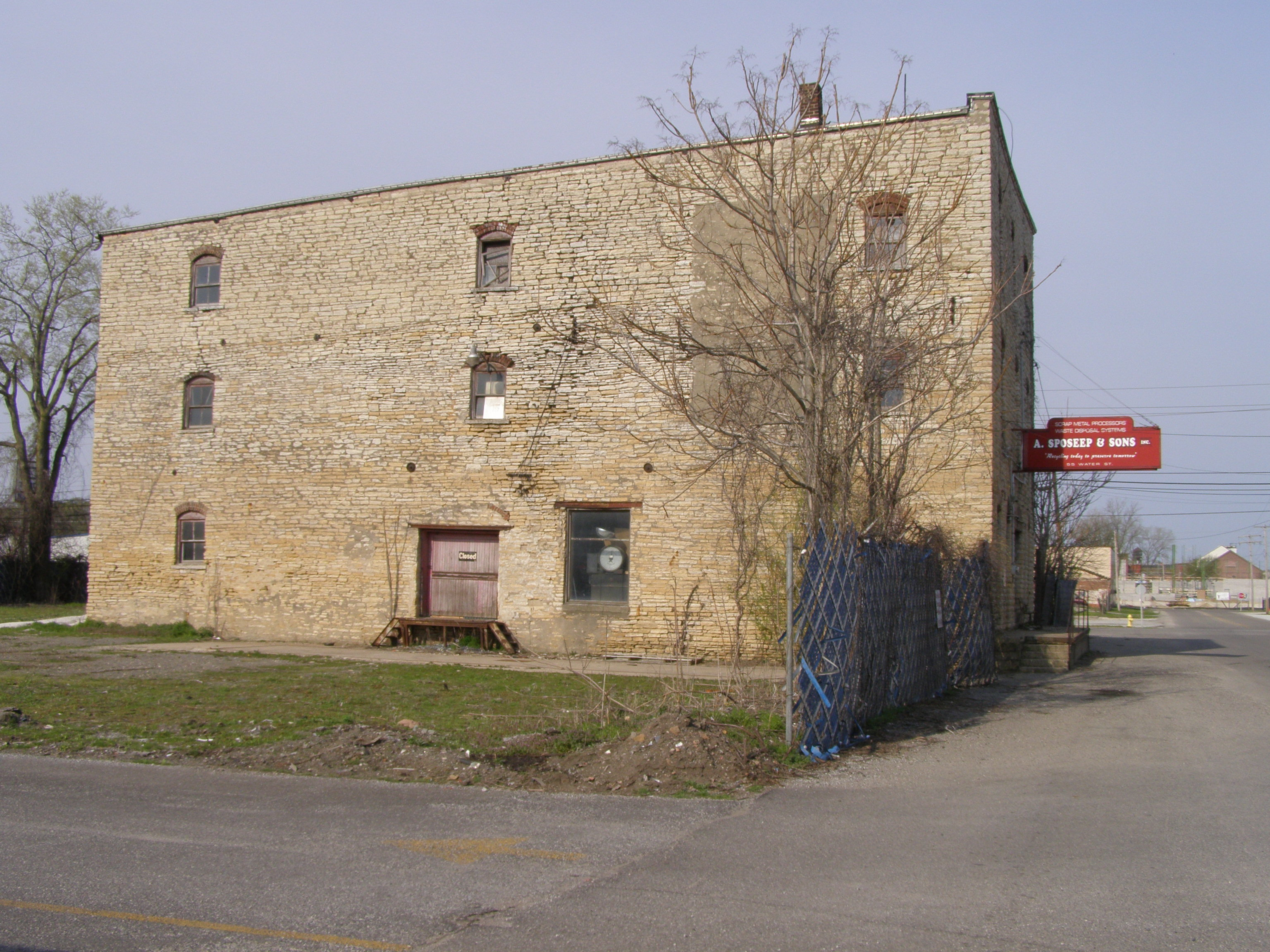
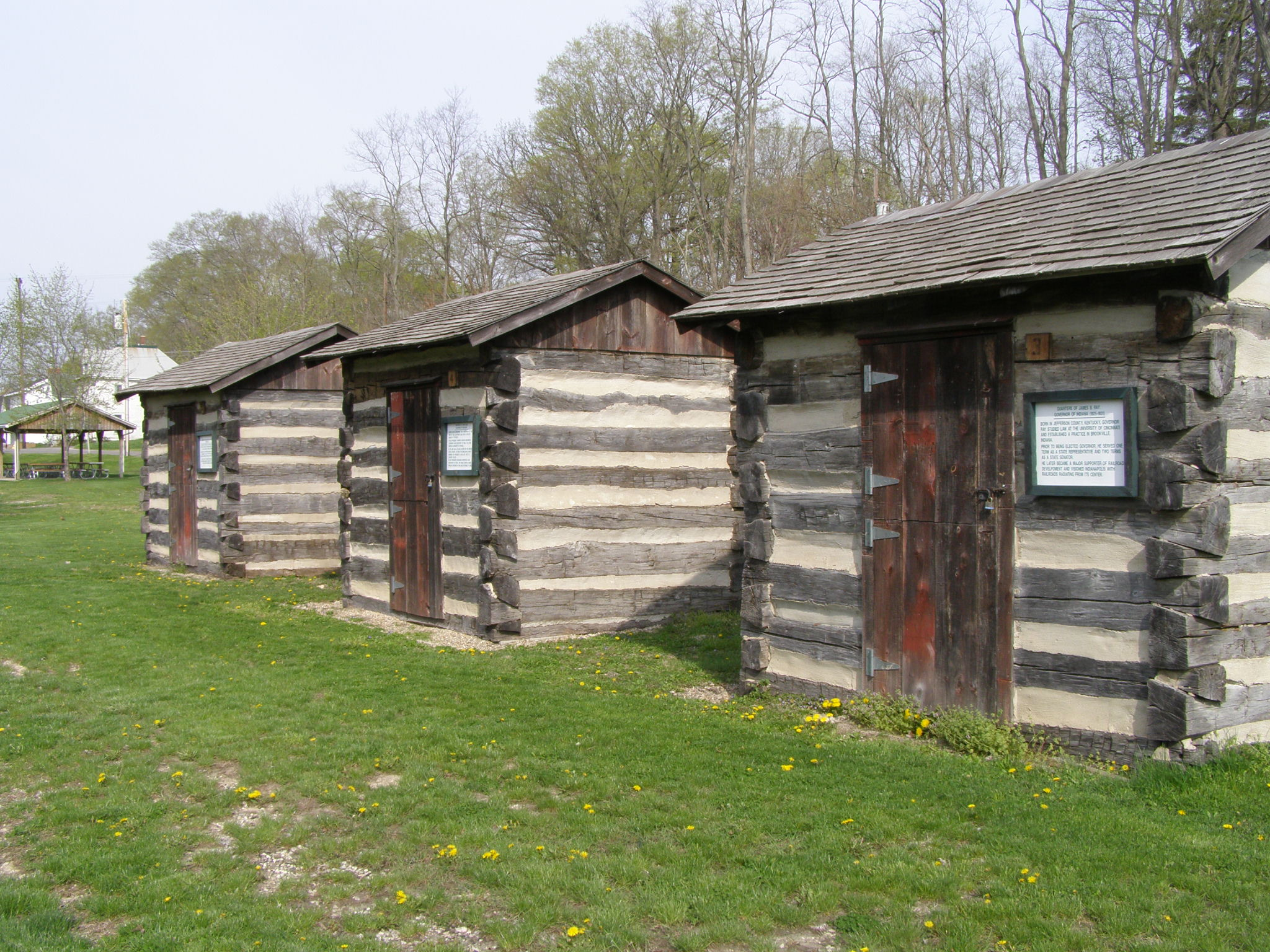
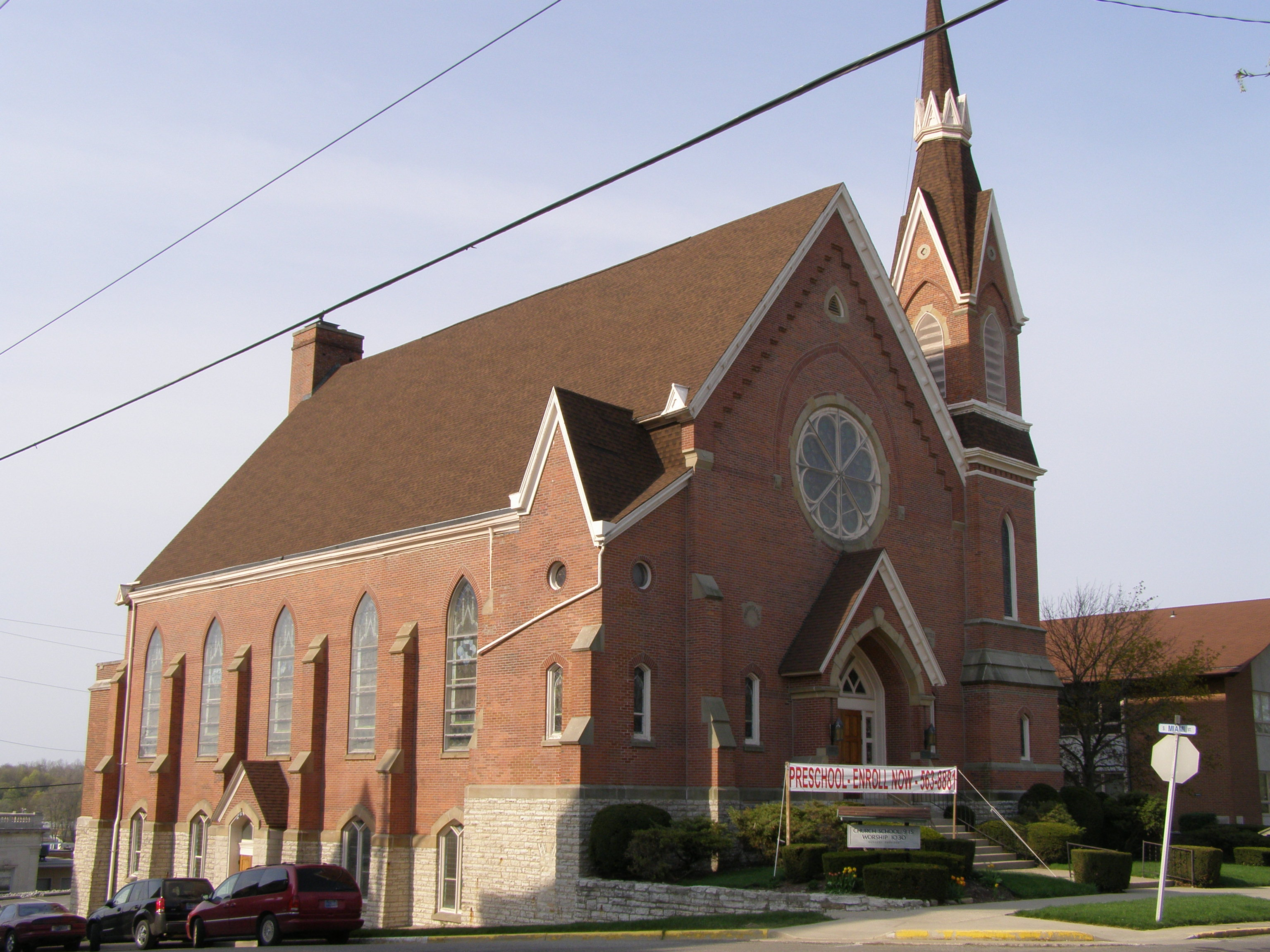
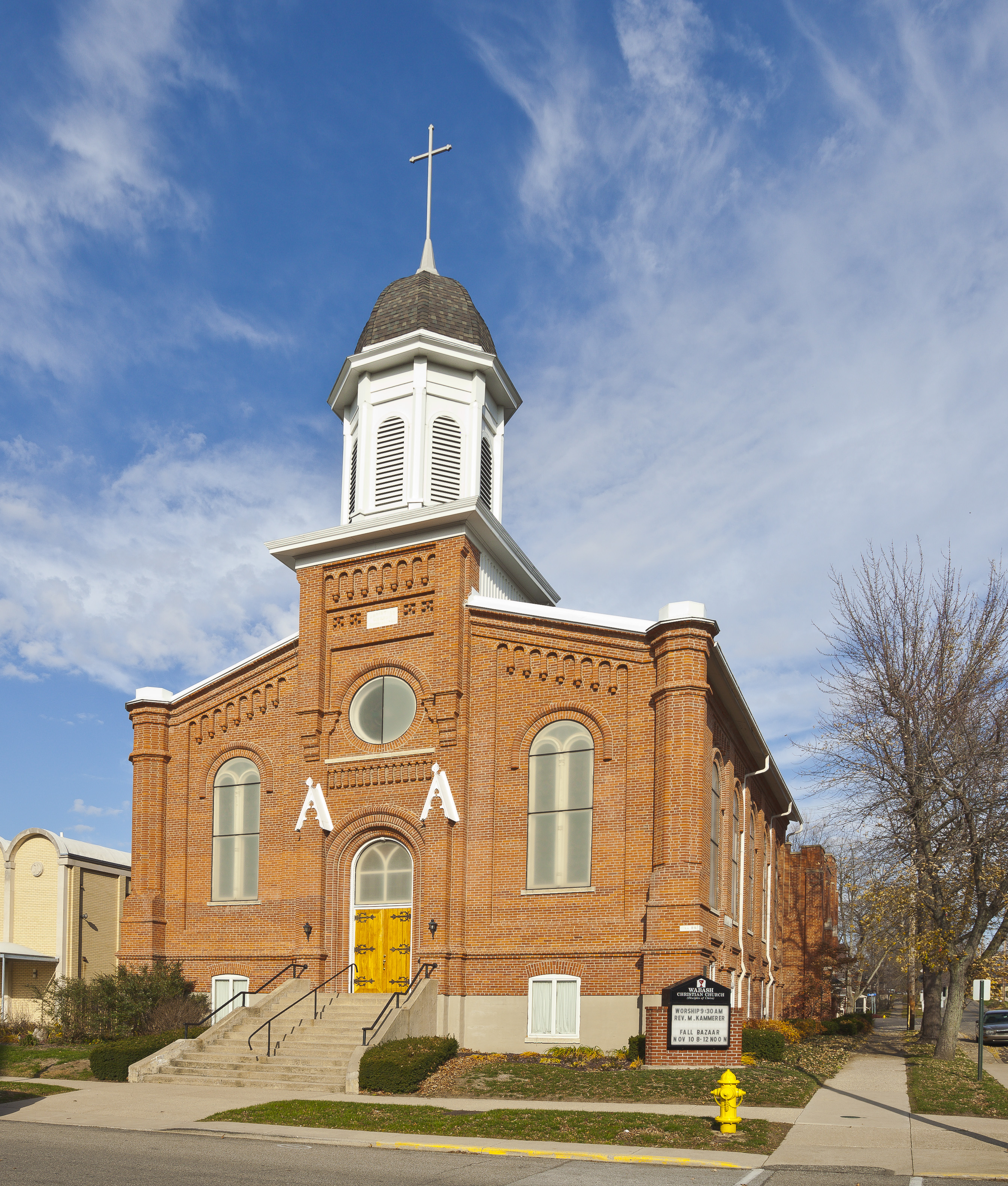
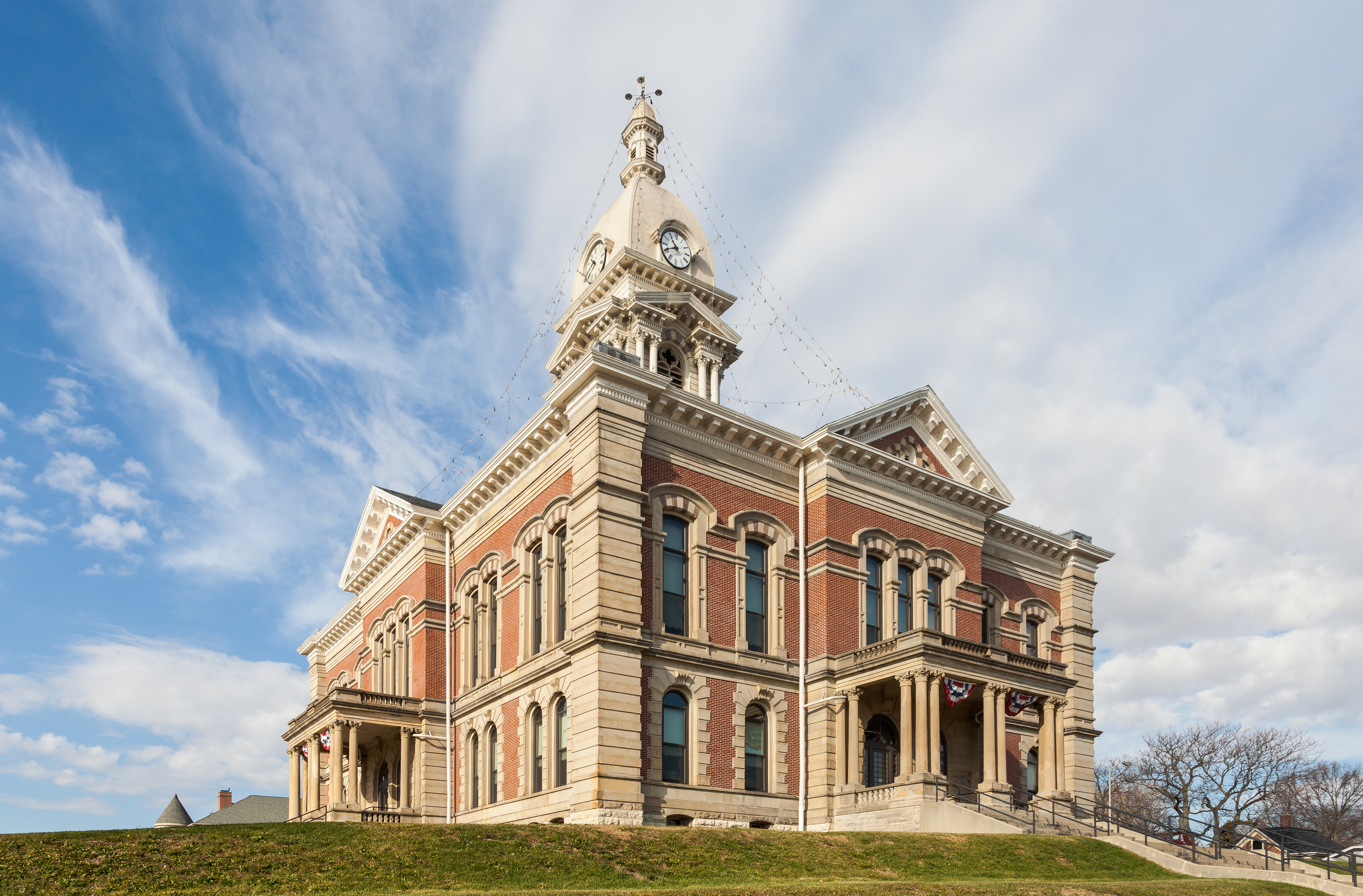